# Koozá
Koozá (2007) is een show van Cirque du Soleil.
De show Koozá vertelt het verhaal van een ongelukkige eenling. Tijdens zijn reis komt hij in aanraking met verschillende andere karakters uit de show.
In Koozá zijn vooral aspecten uit een traditioneel circus terug te vinden: clownerie en acrobatiek. Enkele acts die uitgevoerd worden, zijn jongleren, een trapeze-act en contortie.
Koozá is een reizende voorstelling van Cirque du Soleil. De show was van 14 maart tot en met 13 april 2014 te zien in Amsterdam op P2 bij de Amsterdam ArenA.